# Podolševa
Podolševa este o localitate din comuna Solčava, Slovenia, cu o populație de 71 de locuitori.